# Tadaxa lintona
Tadaxa lintona là một loài bướm đêm trong họ Noctuidae.